# Formica pallidifulva
Formica pallidifulva é uma espécie de formiga do gênero Formica, pertencente à subfamília Formicinae.